# Eenoogje, tweeoogje en drieoogje
Eenoogje, tweeoogje en drieoogje is een sprookje uit Kinder- und Hausmärchen met volgnummer KHM130, opgetekend door de gebroeders Grimm. De oorspronkelijke naam is Einäuglein, Zweiäuglein und Dreiäuglein.

## Het verhaal

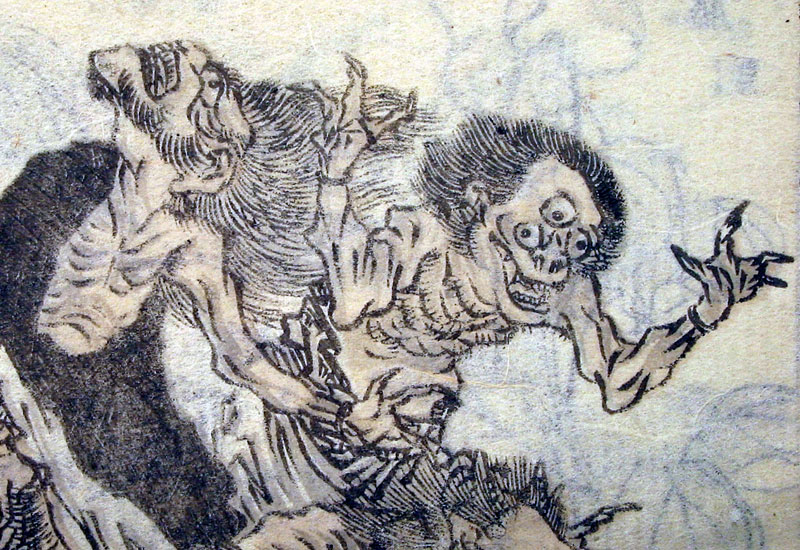
Een Oni met één oog en een Oni met drie ogen

Een moeder heeft drie dochters en omdat Tweeoogje er net zo uitziet als mensen, wordt ze slecht behandeld door haar moeder en zussen. Ze krijgt lelijke kleren en alleen restjes te eten. Op een dag moet ze de geit hoeden en ze begint te huilen van de honger. Er staat een vrouw naast haar en Tweeoogje vertelt haar wat er aan de hand is. De vrouw zegt dat ze een gedekte tafel kan oproepen als ze "geitje mek, tafeltje dek" roept. Als de tafel weer moet verdwijnen, hoeft het meisje alleen "geitje mek, tafeltje vertrek" te zeggen. Als ze thuiskomt, eet ze niks uit het aarden schaaltje wat haar zussen hebben klaargezet. Op een gegeven moment merken de zussen dat er iets aan de hand is en Eenoogje volgt Tweeoogje naar het veld. Tweeoogje zingt "Eenoogje, waak je, Eenoogje slaap je" en het zusje valt in slaap. Tweeoogje roept de gedekte tafel op en eet, zonder dat het zusje dit merkt.
Drieoogje gaat de volgende dag mee naar het veld en Tweeoogje zingt het liedje opnieuw, maar vergist zich. Ze zingt driemaal "drieoogje waak je, tweeoogje slaap je", waarna twee ogen dichtgaan. Maar het derde oog was niet toegesproken door het lied en Drieoogje doet dit dicht, zodat haar zus denkt dat ze slaapt. Drieoogje vertelt haar moeder wat er is gebeurd en de moeder steekt de geit dan dood. Tweeoogje gaat naar de akker en huilt bittere tranen. De wijze vrouw staat weer naast haar en vraagt waarom ze huilt. De vrouw zegt Tweeoogje de ingewanden van de geslachte geit voor de huisdeur te begraven. De volgende dag is er een prachtige boom met bladeren van zilver en vruchten van goud voor de voordeur gegroeid. De moeder wil dat Eenoogje de gouden appels gaat plukken, maar ze kan de appels niet bereiken. Ook Drieoogje kan dit niet, de takken wijken steeds terug voor haar handen. De moeder klimt zelf in de boom en kan ook niet bij de appels komen. Tweeoogje wil dan klimmen en de appels vallen in haar handen.
Met een schort vol appels komt ze beneden en de anderen worden nu nog jaloerser op haar. Er komt een jonge ridder aan en de zussen verstoppen Tweeoogje in een ton onder de boom. Ook de gouden appels worden in de ton gestopt. Hij wil graag een tak van de boom en Eenoogje en Drieoogje zeggen dat de boom van hen is, maar kunnen geen tak pakken. Tweeoogje laat een gouden appel uit de ton rollen en de zusters vertellen dat ze nog een zus hebben. Tweeoogje moet uit de ton komen en de ridder vindt haar schoonheid opvallend. Tweeoogje pakt een tak met zilveren bladeren en gouden vruchten en geeft deze aan de ridder. De ridder vraagt wat Tweeoogje voor de tak wil hebben en ze vraagt of hij haar mee wil nemen. Hij brengt Tweeoogje op zijn paard naar het kasteel van zijn vader en de bruiloft wordt gevierd. De zussen worden nu nog jaloerser, maar ze zijn blij de boom nog te hebben. Alhoewel ze de takken niet kunnen bereiken, zullen er vele mensen voor hun huis blijven staan om de boom te bewonderen.
De volgende ochtend is de boom echter verdwenen, de boom is Tweeoogje gevolgd en groeit nu voor haar raam. Op een dag komen er twee arme vrouwen bij Tweeoogje in het kasteel om een aalmoes vragen. Tweeoogje herkent haar zusters en zegt dat ze bij haar welkom zijn. Ze zorgt goed voor haar zusters en die krijgen berouw over de slechte behandeling van hun zuster.

## Achtergronden bij het sprookje

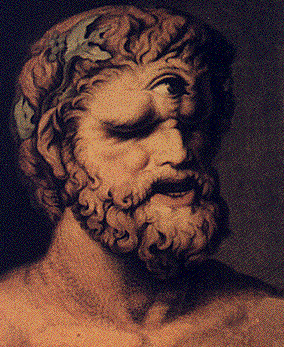
Polyphemos

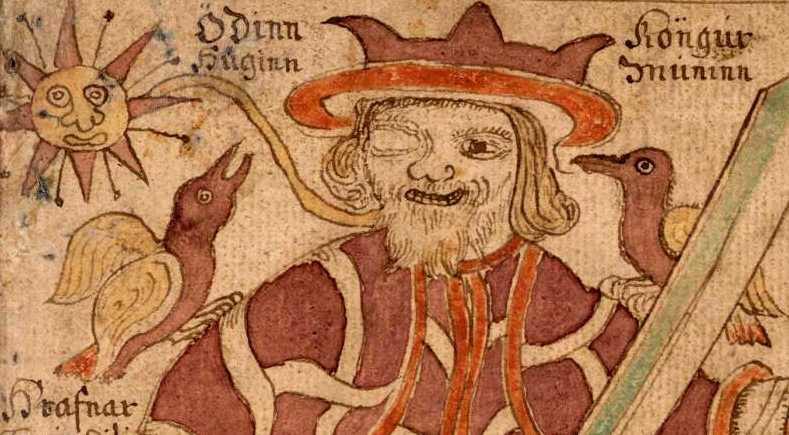
Odin

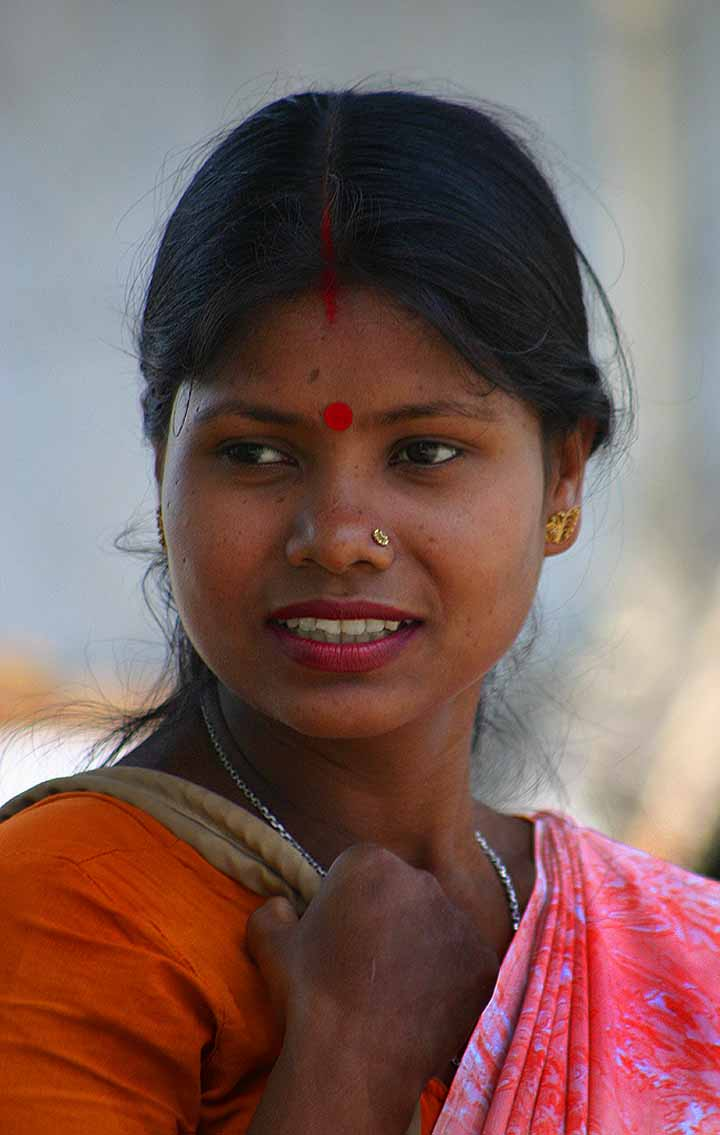
Een vrouw met bindi

- Het sprookje komt uit Opper-Lausitz.
- In het Rijngebied kwam een soortgelijk sprookje voor met acht zusters. Het sprookje heeft ook overeenkomsten met Erdkühlein van Martin Montanus uit 1560.
- De goede vrouw is waarschijnlijk de gestorven moeder, het sprookje lijkt op het verwante verhaal over Assepoester (KHM21). Ook de boom die goud en zilver geeft is hetzelfde.
- Uit de ingewanden van de geit groeit de goudboom, in De twee gebroeders (KHM60) en De groente-ezel (KHM122) komen gouden munten uit de ingewanden van een vogel.
- Eenogen en drieogen komen ook voor in diverse mythologieën. De Oudnoorse god Odin en Polyphemos uit de Odysseus-sage hadden één oog, zie ook cycloop. Volgens een Griekse mythe had Zeus drie ogen, ook in de werkelijke wereld komt het derde oog voor. Ook in het Hindoeïsme komt het derde oog voor, de Ajna Chakra of Shiva's Oog, dit wordt symbolisch aangegeven door een bindi.
- Het dier als helper komt in heel veel sprookjes voor;
  - drie raven in De trouwe Johannes (KHM6)
  - een beer in De twee gebroeders (KHM60)
  - een bij in De bijenkoningin (KHM62) en De twee reisgezellen (KHM107)
  - duiven in Assepoester (KHM21), De drie talen (KHM33) en De oude vrouw in het bos (KHM123)
  - een eend in Hans en Grietje (KHM15), De bijenkoningin (KHM62) en De twee reisgezellen (KHM107)
  - een haan in De drie gelukskinderen (KHM70)
  - een haas in De twee gebroeders (KHM60)
  - een hond in De drie talen (KHM33) en De oude Sultan (KHM48)
  - een kat in De drie gelukskinderen (KHM70) en De arme molenaarsknecht en het katje (KHM106)
  - een leeuw in De twee gebroeders (KHM60), De twaalf jagers (KHM67) en De koningszoon die nergens bang voor was (KHM121)
  - mieren in De witte slang (KHM17) en De bijenkoningin (KHM62)
  - een ooievaar in De twee reisgezellen (KHM107)
  - een paard in De ganzenhoedster (KHM89)
  - een pad in De drie veren (KHM63) en De ijzeren kachel (KHM127)
  - een raaf in De witte slang (KHM17) en Het boerke (KHM61)
  - een schimmel in Fernand getrouw en Fernand ontrouw (KHM126)
  - een slang in De drie slangenbladeren (KHM16) en De witte slang (KHM17)
  - een veulen in De twee reisgezellen (KHM107)
  - een vis in De witte slang (KHM17), Van de visser en zijn vrouw (KHM19), De goudkinderen (KHM85), Fernand getrouw en Fernand ontrouw (KHM126) en Het zeehaasje (KHM191)
  - een vogel in Assepoester (KHM21), De drie talen (KHM33) en De roversbruidegom (KHM40)
  - een vos in De gouden vogel (KHM57), De twee gebroeders (KHM60) en Het zeehaasje (KHM191)
  - een wolf in De oude Sultan (KHM48) en De twee gebroeders (KHM60)
- Er zijn meerdere sprookjes waarin een gedekte tafel opgeroepen kan worden, zoals Tafeltje dek je, ezeltje strek je en knuppel uit de zak.
- De magische geit Heiðrun geeft mede als voedsel, vergelijk ook Amalthea (mythologie).